# Uni (Göttin)

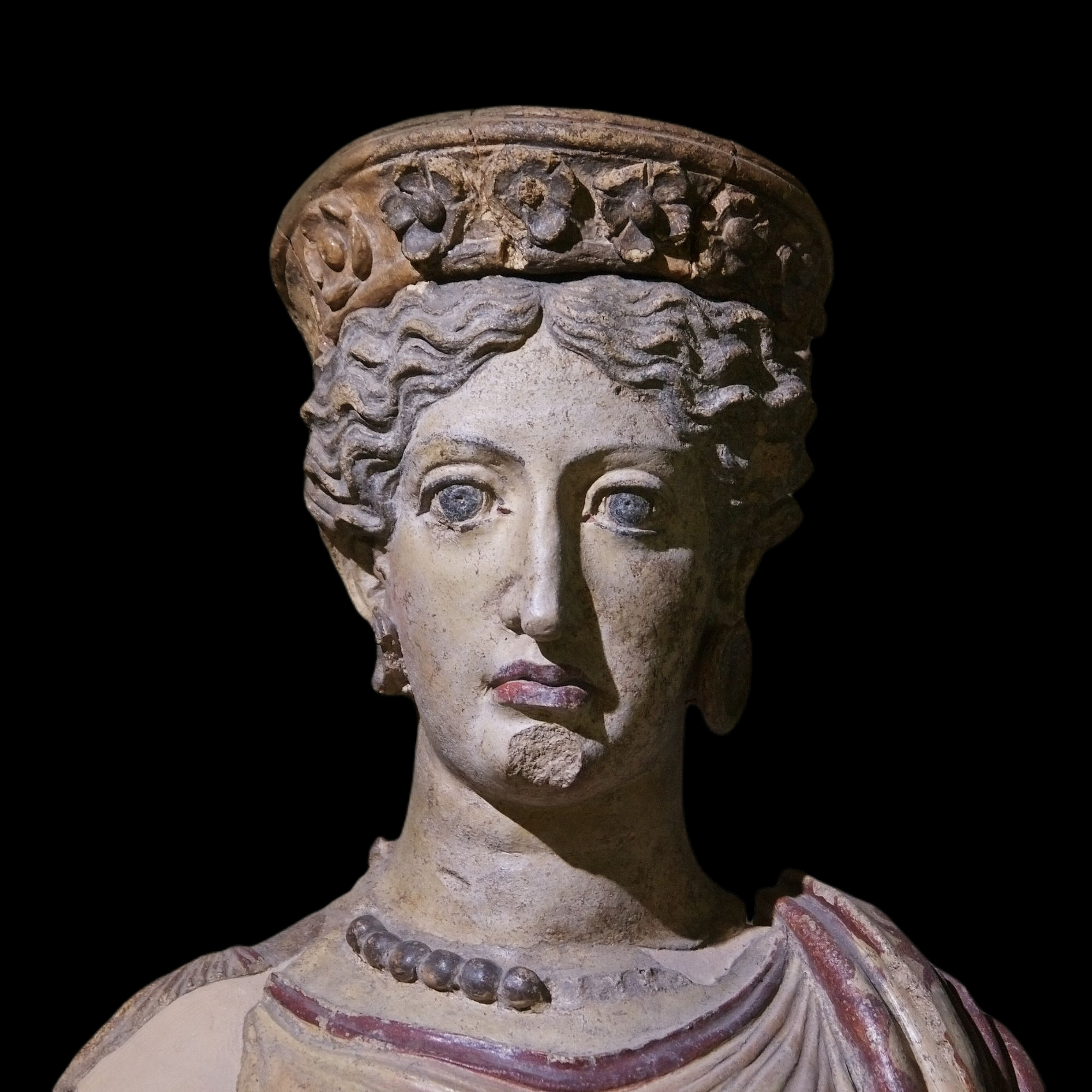
Bemalte Terrakotta-Büste der Uni im Museo Nazionale Etrusco di Villa Giulia (ca. 380 v. Chr.)

Uni ist die höchste Göttin der Etrusker und entspricht der griechischen Hera und der römischen Juno. Ihr Partner ist Tinia, der höchste Gott in der etruskischen Religion. Uni ist eine Himmels-, Fruchtbarkeits- und Muttergöttin und besitzt kriegerische und herrscherliche Aspekte. Uni ist auch Beschützerin des Hauses und der Familie, insbesondere der Frauen.

## Etymologie

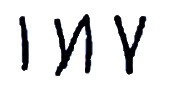
Inschrift UNI mit linksläufigen etruskischen Buchstaben

In der etruskischen Götterwelt gibt es neben genuin etruskischen Namen wie Tinia, Turan und Thesan auch Namen griechischen Ursprungs wie Aplu (Apollon) und Aritimi (Artemis). Wieder andere wie Menrva und Nethuns stammen vermutlich von den lateinischen oder italischen Namen Minerva und Neptunus ab. Zu dieser Kategorie zählt sehr wahrscheinlich auch Uni, deren Namen sich auf die italische oder römische Gottheit Juno zurückführen lässt. Eine Göttin mit den Aspekten der Uni ist anscheinend zuerst von den Latinern und ihren italischen Nachbarn, insbesondere den Faliskern, verehrt worden. Die gegenteilige Entwicklung, dass aus der etruskischen Uni später die römische Juno wurde, ist nach der linguistischen Forschung nahezu ausgeschlossen.

## Repräsentanz und Aspekte

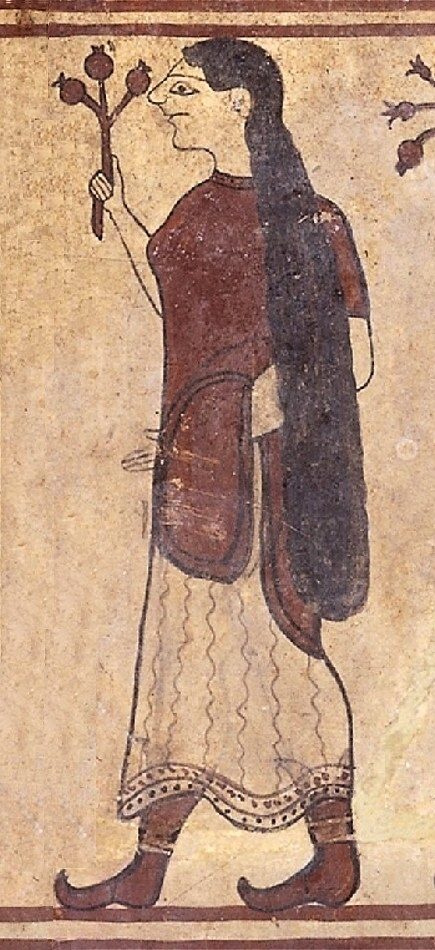
Uni auf den Boccanera-Platten (ca. 550 v. Chr.)

Bildliche Darstellungen von Uni finden sich auf einigen Bronzespiegeln und Keramiken, wo sie häufig zusammen mit anderen Gottheiten bei mythologisch bedeutsamen Ereignissen anwesend ist. Nur wenige der erhalten gebliebenen Skulpturen können ihr eindeutig zugeordnet werden. Auf diesen Bildnissen wird Uni zuweilen mit einem Schild und einem Ziegenfell als Umhang dargestellt, wodurch ihr kriegerischer Aspekt hervorgehoben wird. Manchmal trägt sie auch ein Diadem, Schmuck, einen Schleier, Calcei repandi als Schuhwerk und sitzt auf einem Thron als Zeichen ihrer Macht. Gelegentlich sieht man sie völlig unbekleidet oder mit floralem Beiwerk zur Betonung ihres Fruchtbarkeitsaspekts.
Uni scheint zusammen mit  Tinia und Menrva eine Göttertrias zu bilden, vergleichbar mit der römischen Dreiheit aus Jupiter, Juno und Minerva, wobei Uni und Menrva in der Mythologie und im Kult der Etrusker wesentlich bedeutender waren als ihre römischen Entsprechungen Juno und Minerva. Die Römer könnten ihre Göttertrias, die man insbesondere im kapitolinischen Tempel verehrte, von den Etruskern übernommen haben. Allerdings wurden die Gottheiten Tinia, Uni und Menrva in der bildenden Kunst weder zusammen als Dreiheit dargestellt noch im Kult gemeinsam verehrt. Man findet die drei etruskischen Gottheiten auf einigen Bronzespiegeln, allerdings nie alleine und in keiner erkennbaren Gruppierung als Trias.
Die Etrusker adaptierten zahlreiche griechische Mythen, wandelten sie ab und interpretierten sie neu. Dabei übernahmen sie mythologische Gestalten wie den vergöttlichten Herakles als Hercle in ihre Götterwelt und identifizierten ihre eigenen Gottheiten mit den griechischen Vorbildern wie z. B. Uni mit Hera, Tinia mit Zeus und die Liebesgöttin Turan mit Aphrodite. Bei der Erschließung der etruskischen Götter- und Heldenerzählungen ist man vor allem auf die bildliche Darstellung auf Bronzespiegeln angewiesen, da nahezu alle Schriftwerke der Etrusker verloren gegangen sind.
Im griechischen Mythos war Hera die lebenslange Verfolgerin von Herakles, da Zeus ihn mit Alkmene gezeugt hatte. In der etruskischen Mythologie wird der Hass von Hera auf Herakles in nur wenigen Kunstwerken thematisiert. Es überwiegt eindeutig die Darstellung einer freundschaftlichen und sogar liebevollen Beziehung zwischen Uni und Hercle. In manchen Szenen auf Keramiken oder Spiegeln wird Uni von Hercle beschützt oder gerettet, insbesondere vor Satyrn. Hercle ist in einigen Szenen auch der Gefährte und Liebhaber von Menrva (Athene). Keines dieser Motive findet sich in der griechischen Mythologie oder Kunst.
Eine außergewöhnliche Szene zeigt Hercle, wie er als erwachsener Mann an der entblößten Brust von Uni saugt. Das Motiv findet sich auf vier etruskischen Bronzespiegeln, darunter der Bronzespiegel von Volterra, und einer süditalienischen Keramik. Das Säugen ist offenbar als rituelle Handlung zu verstehen, durch die Hercle von Uni adoptiert und unter die Unsterblichen aufgenommen wird. Nach etruskischer Auffassung verleiht ihm offenbar erst die Milch die Unsterblichkeit. Die Apotheose des Herakles ist zwar ein griechischer Mythos, ihn aber mit dem Säugen in Verbindung zu setzen, ist eine italische bzw. etruskische Besonderheit.
Bei den Etruskern sehr beliebt war auch das Urteil des Paris, das sich auf zahlreichen Spiegeln, darunter der Bronzespiegel von Bloomington, und den Boccanera-Platten wiederfindet. Elcsntre (Paris Alexandros) muss entscheiden, wer zwischen Menrva (Athene), Turan (Aphrodite) und Uni (Hera) die Schönste ist. Menrva erkennt man häufig an ihrem Speer oder Helm. Turan trägt oft Blumenzweige und zeigt ihren Körper. Uni wird gelegentlich mit einem Granatapfelzweig oder mit Früchten als Symbol der Fruchtbarkeit dargestellt. Auch nach der Entscheidung des Elcsntre für Turan bleiben die Göttinnen freundschaftlich verbunden.
Der Name der Uni erscheint auch einmal auf dem Rand der Bronzeleber von Piacenza, wodurch ihr bei der Leberschau eine Zone auf dem Organ zugewiesen wurde. Da die umlaufenden Felder am Rand der Bronzeleber zugleich die 16 Himmelsregionen der etruskischen Blitzlehre darstellen, war der Göttin Uni auch eine Himmelsregion zugeordnet, wodurch sie als Himmels- und Blitzgöttin charakterisiert wird. Die Himmelsregion der Uni lag im Nordosten zwischen den Zonen von Tinia und der Göttin Tecum, die mit Menrva gleichgesetzt werden kann, so dass die Göttertrias am Himmel vereint war. Blitze aus dieser Region galten in der etruskischen Mantik als einflussreich und freundlich. Vielleicht lässt sich durch die Himmelsregion der Uni im Nordosten begründen, dass einige ihrer Tempel mit der Cella ebenfalls in diese Himmelsrichtung ausgerichtet waren.

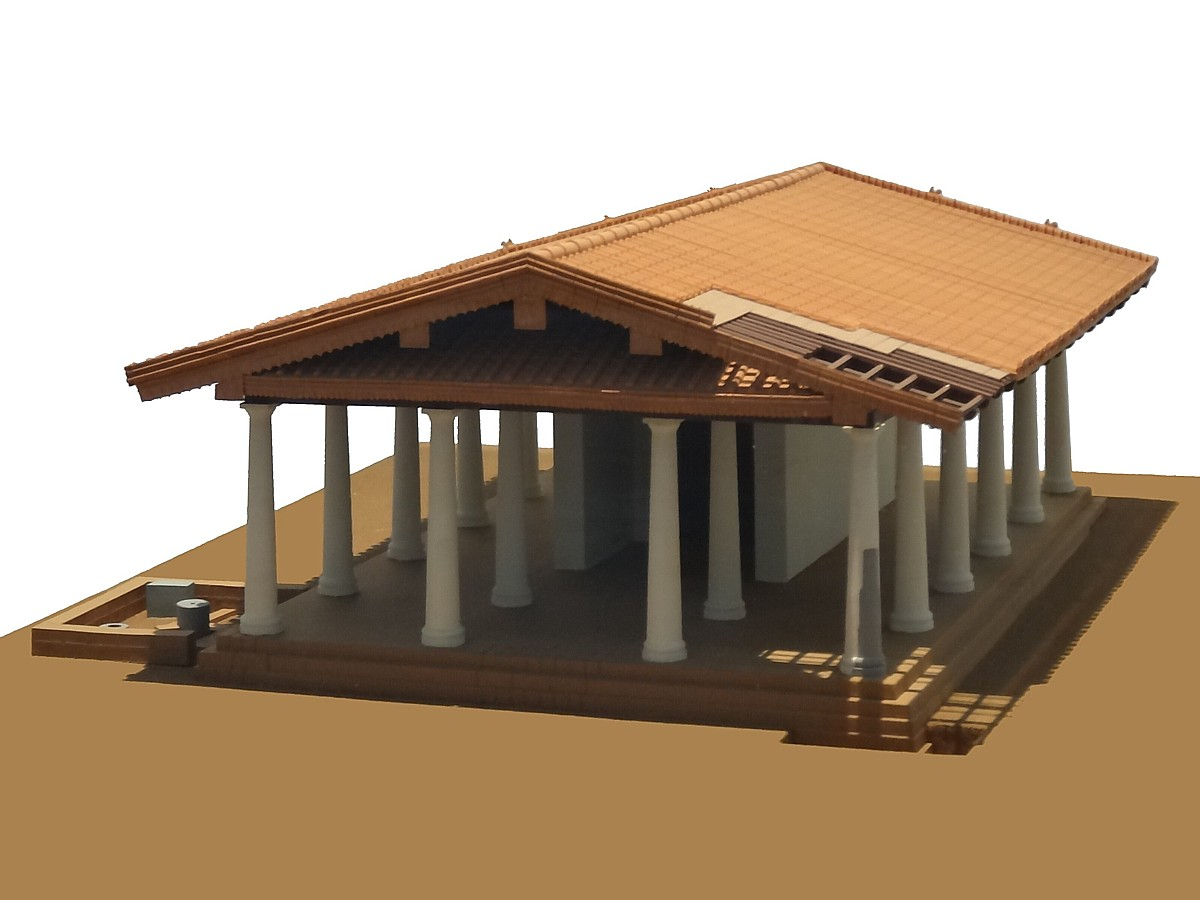
Rekonstruktion des Uni-Astarte-Tempels von Pyrgi (ca. 500 v. Chr.)

Im Heiligtum von Pyrgi, einem der Häfen des antiken Caere, war ihr ein Tempel im tuskanischen Stil geweiht, der aus dem Ende des 6. Jahrhunderts stammt und mit der Cella nach Nordosten zeigte. Hier wurde Uni zusammen mit der phönizischen Liebesgöttin Astarte verehrt. Die Inschriften auf den Goldblechen von Pyrgi legen nahe, dass die beiden Göttinnen auch als wesensgleich angesehen wurden. Dies entsprach auch dem kriegerischen Aspekt der Uni, den die etruskische Turan nicht besaß. Die Griechen hingegen identifizierten Astarte mit ihrer streitbaren Liebesgöttin Aphrodite.
Widmungsinschriften auf Votivgaben im Heiligtum von Gravisca, dem Hafen von Tarquinia, deuten u. a. auf die gemeinsame Verehrung von Uni und Aplu hin. Eine ähnliche Verbindung der Gottheiten findet sich auch in Pyrgi. Einige Bronzespiegel verweisen ebenfalls auf eine mythologische Beziehung zwischen den beiden Gottheiten. Daher scheint die Verbundenheit zwischen Uni und Aplu ein spezieller etruskischer Aspekt gewesen zu sein, der in dieser Form von den Griechen nicht überliefert ist. In Vulci wurde Uni auch zusammen mit der Göttin Vei verehrt, die der griechischen Demeter entsprach.
Zu den wichtigsten Kultstätten von Uni zählte offenbar das Heiligtum von Veji. Nach dem Fall der Stadt 396 v. Chr. am Ende des Krieges zwischen Rom und Veji scheint ihre Statue durch eine rituelle Herausrufung (Evocatio) nach Rom gebracht und als Juno verehrt worden zu sein. Uni war wohl auch die Schutzgöttin von Perugia. Ein erst kürzlich entdecktes Heiligtum in der Nähe der Stadt Vicchio scheint ihr als Hauptgöttin gewidmet gewesen sein. Uni wurde ebenfalls in Santa Maria Capua Vetere und Tarquinia kultisch verehrt und zählte damit zu den bedeutendsten Gottheiten der Etrusker.

## Bronzespiegel mit Uni

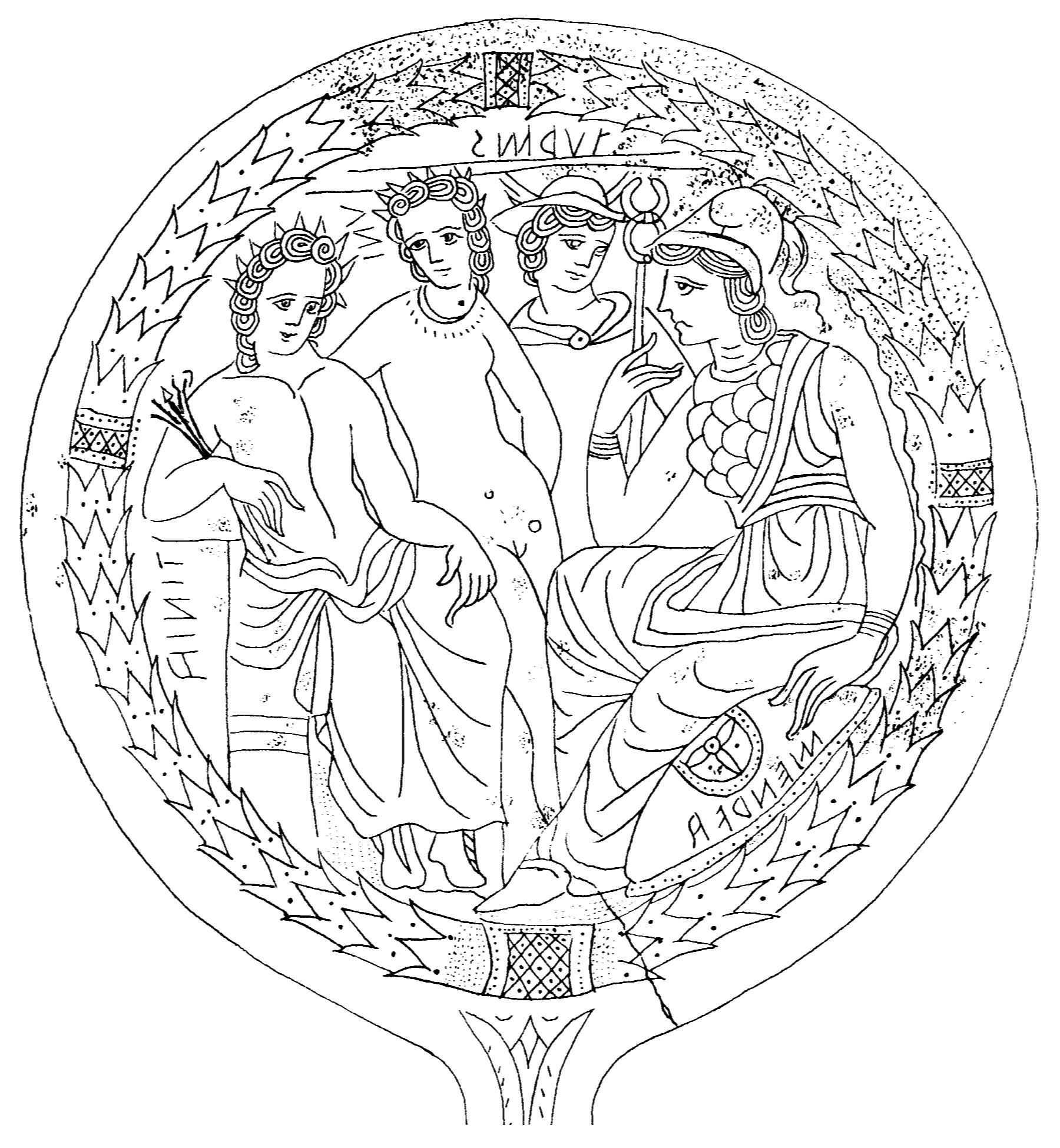
Tinia und Uni mit dem Götterboten Turms und Menrva (von links nach rechts)
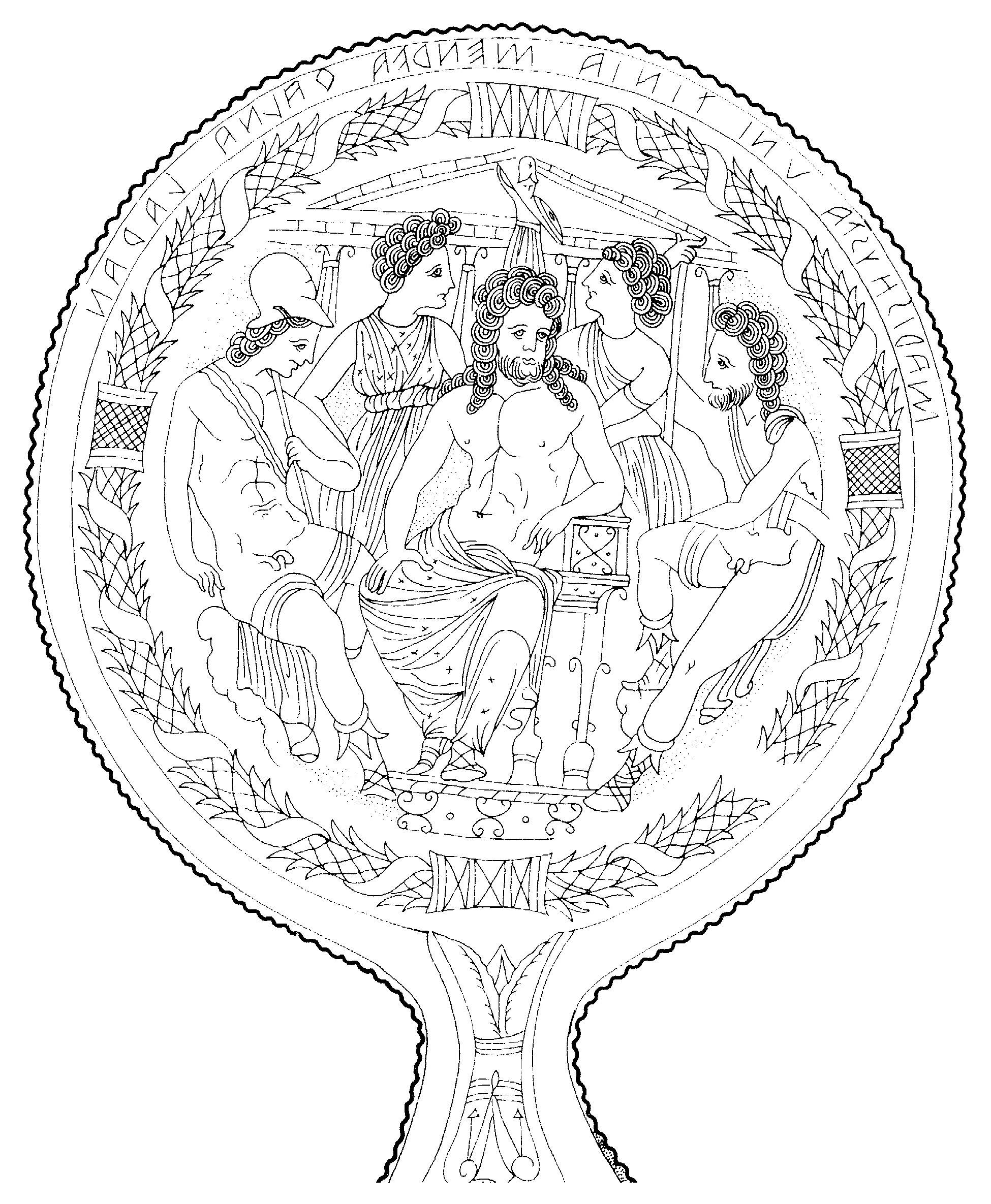
Uni (2. von rechts) bei der Geburt der Menrva aus dem Kopf von Tinia (Mitte)
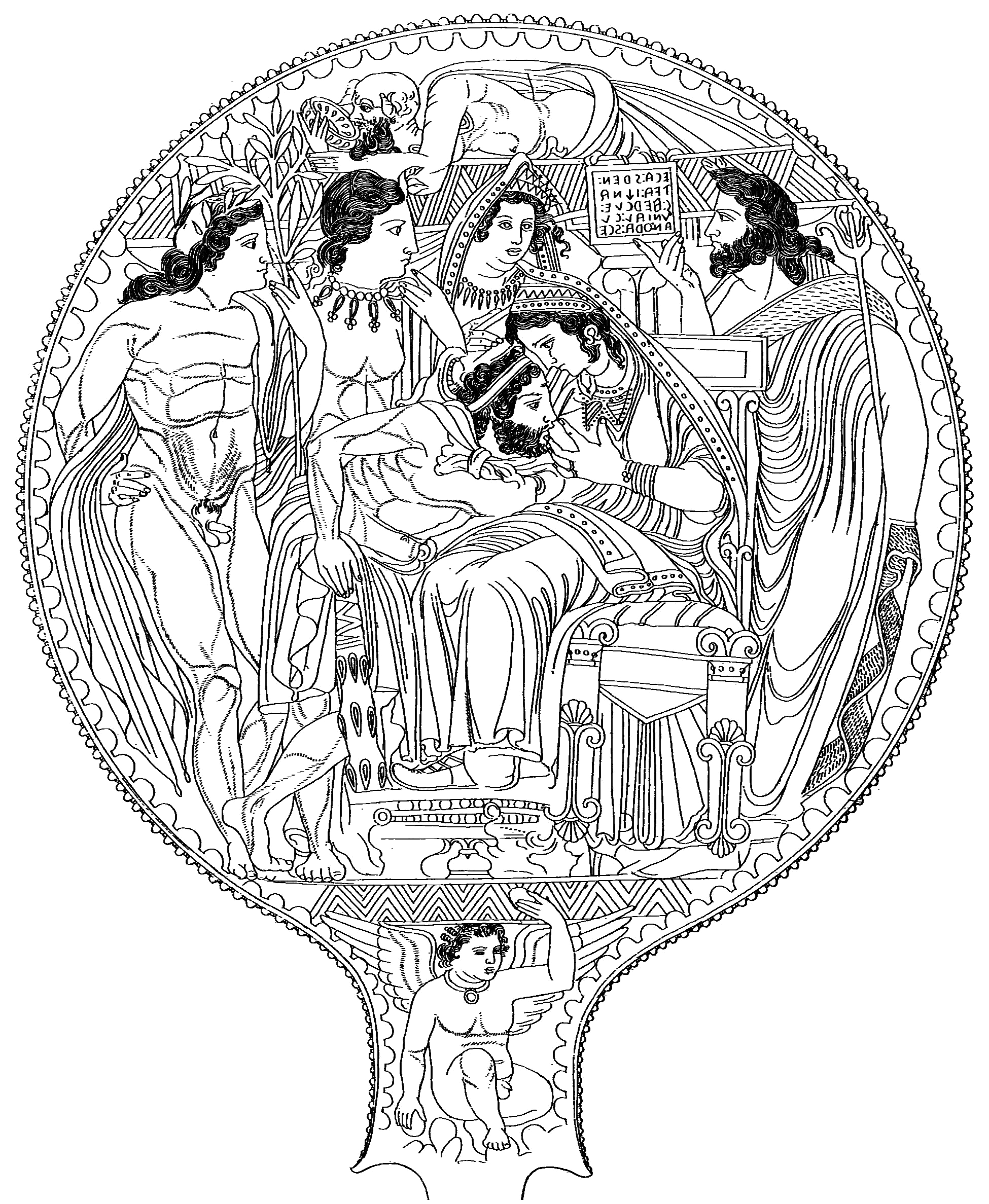
Uni sitzt mit Schleier und Diadem auf einem Thron und säugt Hercle
Menrva und Uni ehren Turan (Mitte) nach dem Urteil des Elcsntre (links)